# Torneo Nacional de Desarrollo M16 2024
El  Torneo Nacional de Desarrollo M16 de 2024 fue la octava edición del torneo para los seleccionados M16 de desarrollo de las uniones provinciales afiliadas a la Unión Argentina de Rugby. La Zona Sur del torneo se llevó a cabo el 23 y 25 de agosto en Rawson, Provincia del Chubut, mientras que la  Zona Norte se disputó el 27 y 29 de septiembre en Junín, Provincia de Buenos Aires.
La Unión de Rugby del Oeste de Buenos Aires fue elegida como anfitrionas del torneo nuevamente, con el Club Los Miuras de Junín como sede por cuarta temporada consecutiva. La Unión de Rugby del Valle del Chubut fue elegida como anfitriona de la Zona Sur por segunda temporada consecutiva, con el Bigornia Club de Rawson actuando como sede esta temporada, en lugar de Puerto Madryn. También se disputó un triangular amistoso en la categoría M17 a modo de preparación para el Campeonato Argentino Juvenil 2024.
La Unión de Rugby del Valle del Chubut se consagró campeón de la Zona Sur por segunda temporada consecutiva, venciendo en sus primeros dos encuentros y empatando 25-25 ante la Unión de Rugby del Alto Valle de Río Negro y Neuquén en el partido definitorio. La Zona Norte fue ganada por la Unión de Rugby de Buenos Aires, que derroto 14-3 en la final de la Copa de Oro a la Unión de Rugby de Mar del Plata y obtuvo así su tercer título.

## Equipos participantes
Participaron del torneo los seleccionados de dieciséis uniones provinciales argentinas, doce en la Zona Norte y cuatro en la Zona Sur.
| Zona                  | Equipo        | Unión                                                | Part. |
| --------------------- | ------------- | ---------------------------------------------------- | ----- |
| Zona Norte 12 equipos | Andina        | Unión Andina de Rugby                                | 5     |
| Zona Norte 12 equipos | Buenos Aires  | Unión de Rugby de Buenos Aires                       | 6     |
| Zona Norte 12 equipos | Córdoba       | Unión Cordobesa de Rugby                             | 8     |
| Zona Norte 12 equipos | Cuyo          | Unión de Rugby de Cuyo                               | 5     |
| Zona Norte 12 equipos | Entre Ríos    | Unión Entrerriana de Rugby                           | 8     |
| Zona Norte 12 equipos | Mar del Plata | Unión de Rugby de Mar del Plata                      | 8     |
| Zona Norte 12 equipos | Misiones      | Unión de Rugby de Misiones                           | 5     |
| Zona Norte 12 equipos | Oeste         | Unión de Rugby del Oeste de Buenos Aires             | 8     |
| Zona Norte 12 equipos | Rosario       | Unión de Rugby de Rosario                            | 8     |
| Zona Norte 12 equipos | Salta         | Unión de Rugby de Salta                              | 6     |
| Zona Norte 12 equipos | Sur           | Unión de Rugby del Sur                               | 8     |
| Zona Norte 12 equipos | Tucumán       | Unión de Rugby de Tucumán                            | 5     |
| Zona Sur 4 equipos    | Alto Valle    | Unión de Rugby del Alto Valle de Río Negro y Neuquén | 3     |
| Zona Sur 4 equipos    | Austral       | Unión de Rugby Austral                               | 4     |
| Zona Sur 4 equipos    | Chubut        | Unión de Rugby del Valle del Chubut                  | 3     |
| Zona Sur 4 equipos    | Lagos del Sur | Unión de Rugby de los Lagos del Sur                  | 3     |

La Unión de Rugby de Tierra del Fuego y la Unión Santacruceña de Rugby no participaron de la Zona Sur debido a cuestiones económicas.

## Zona Norte

### Primera fase
Zona 1
| Pos. | Equipos      | Partidos | Partidos | Partidos | Tantos | Tantos | Tantos | Pts. |
| Pos. | Equipos      | G        | E        | P        | PF     | PC     | DP     | Pts. |
| ---- | ------------ | -------- | -------- | -------- | ------ | ------ | ------ | ---- |
| 1.°  | Buenos Aires | 2        | 0        | 0        | 110    | 0      | +110   |      |
| 2.°  | Entre Ríos   | 1        | 0        | 1        | 20     | 51     | -31    |      |
| 3.°  | Tucumán      | 0        | 0        | 2        | 5      | 84     | -79    |      |

|  | Clasifica a semifinales Copa de Oro    |
|  | Clasifica a semifinales Copa de Plata  |
|  | Clasifica a semifinales Copa de Bronce |

| 27 de septiembre | Buenos Aires | 64 - 0  | Tucumán | Club Los Miuras, Junín |  |
|                  |              | Reporte |         |                        |  |

| 27 de septiembre | Entre Ríos | 20 - 5  | Tucumán | Club Los Miuras, Junín |  |
|                  |            | Reporte |         |                        |  |

| 27 de septiembre | Buenos Aires | 46 - 0  | Entre Ríos | Club Los Miuras, Junín |  |
|                  |              | Reporte |            |                        |  |

Zona 2
| Pos. | Equipos  | Partidos | Partidos | Partidos | Tantos | Tantos | Tantos | Pts. |
| Pos. | Equipos  | G        | E        | P        | PF     | PC     | DP     | Pts. |
| ---- | -------- | -------- | -------- | -------- | ------ | ------ | ------ | ---- |
| 1.°  | Rosario  | 2        | 0        | 0        | 56     | 14     | +42    |      |
| 2.°  | Misiones | 1        | 0        | 1        | 34     | 15     | +19    |      |
| 3.°  | Salta    | 0        | 0        | 2        | 0      | 61     | -61    |      |

|  | Clasifica a semifinales Copa de Oro    |
|  | Clasifica a semifinales Copa de Plata  |
|  | Clasifica a semifinales Copa de Bronce |

| 27 de septiembre | Rosario | 15 - 14 | Misiones | Club Los Miuras, Junín |  |
|                  |         | Reporte |          |                        |  |

| 27 de septiembre | Salta | 0 - 20  | Misiones | Club Los Miuras, Junín |  |
|                  |       | Reporte |          |                        |  |

| 27 de septiembre | Rosario | 41 - 0  | Salta | Club Los Miuras, Junín |  |
|                  |         | Reporte |       |                        |  |

Zona 3
| Pos. | Equipos | Partidos | Partidos | Partidos | Tantos | Tantos | Tantos | Pts. |
| Pos. | Equipos | G        | E        | P        | PF     | PC     | DP     | Pts. |
| ---- | ------- | -------- | -------- | -------- | ------ | ------ | ------ | ---- |
| 1.°  | Oeste   | 2        | 0        | 0        | 92     | 0      | +92    |      |
| 2.°  | Andina  | 1        | 0        | 1        | 38     | 36     | +2     |      |
| 3.°  | Cuyo    | 0        | 0        | 2        | 7      | 101    | -94    |      |

|  | Clasifica a semifinales Copa de Oro    |
|  | Clasifica a semifinales Copa de Plata  |
|  | Clasifica a semifinales Copa de Bronce |

| 27 de septiembre | Oeste | 29 - 0  | Andina | Club Los Miuras, Junín |  |
|                  |       | Reporte |        |                        |  |

| 27 de septiembre | Cuyo | 7 - 38  | Andina | Club Los Miuras, Junín |  |
|                  |      | Reporte |        |                        |  |

| 27 de septiembre | Oeste | 63 - 0  | Cuyo | Club Los Miuras, Junín |  |
|                  |       | Reporte |      |                        |  |

Zona 4
| Pos. | Equipos       | Partidos | Partidos | Partidos | Tantos | Tantos | Tantos | Pts. |
| Pos. | Equipos       | G        | E        | P        | PF     | PC     | DP     | Pts. |
| ---- | ------------- | -------- | -------- | -------- | ------ | ------ | ------ | ---- |
| 1.°  | Mar del Plata | 2        | 0        | 0        | 61     | 5      | +56    |      |
| 2.°  | Córdoba       | 1        | 0        | 1        | 19     | 15     | +4     |      |
| 3.°  | Sur           | 0        | 0        | 2        | 5      | 65     | -60    |      |

|  | Clasifica a semifinales Copa de Oro    |
|  | Clasifica a semifinales Copa de Plata  |
|  | Clasifica a semifinales Copa de Bronce |

| 27 de septiembre | Córdoba | 19 - 0  | Sur | Club Los Miuras, Junín |  |
|                  |         | Reporte |     |                        |  |

| 27 de septiembre | Mar del Plata | 46 - 5  | Sur | Club Los Miuras, Junín |  |
|                  |               | Reporte |     |                        |  |

| 27 de septiembre | Córdoba | 0 - 15  | Mar del Plata | Club Los Miuras, Junín |  |
|                  |         | Reporte |               |                        |  |

### Fase final
Copa de Oro
|  | Semifinales   | Semifinales   | Semifinales   |               |              | Final Oro        | Final Oro        | Final Oro        |  |
|  |               |               |               |               |              |                  |                  |                  |  |
|  |               |               |               |               |              |                  |                  |                  |  |
|  | Buenos Aires  | Buenos Aires  | 17            |               |              |                  |                  |                  |  |
|  | Buenos Aires  | Buenos Aires  | 17            |               |              |                  |                  |                  |  |
|  | Oeste         | Oeste         | 5             |               |              |                  |                  |                  |  |
|  | Oeste         | Oeste         | 5             |               | Buenos Aires | Buenos Aires     | 14               |                  |  |
|  |               |               |               |               | Buenos Aires | Buenos Aires     | 14               |                  |  |
|  |               |               | Mar del Plata | Mar del Plata | 3            |                  |                  |                  |  |
|  | Rosario       | Rosario       | Mar del Plata | Mar del Plata | 3            | 10               |                  |                  |  |
|  | Rosario       | Rosario       |               |               |              | 10               |                  |                  |  |
|  | Mar del Plata | Mar del Plata | 12            |               |              | Final 3.° puesto | Final 3.° puesto | Final 3.° puesto |  |
|  | Mar del Plata | Mar del Plata | 12            |               |              | Final 3.° puesto | Final 3.° puesto | Final 3.° puesto |  |
|  |               |               |               |               |              |                  |                  |                  |  |
|  |               |               |               |               |              | Oeste            | Oeste            | 50               |  |
|  |               |               |               |               |              | Oeste            | Oeste            | 50               |  |
|  |               |               |               |               |              | Rosario          | Rosario          | 0                |  |
|  |               |               |               |               |              | Rosario          | Rosario          | 0                |  |
|  |               |               |               |               |              |                  |                  |                  |  |

Copa de Plata
|  | Semifinales | Semifinales | Semifinales |         |            | Final Plata      | Final Plata      | Final Plata      |  |
|  |             |             |             |         |            |                  |                  |                  |  |
|  |             |             |             |         |            |                  |                  |                  |  |
|  | Entre Ríos  | Entre Ríos  | 12          |         |            |                  |                  |                  |  |
|  | Entre Ríos  | Entre Ríos  | 12          |         |            |                  |                  |                  |  |
|  | Andina      | Andina      | 5           |         |            |                  |                  |                  |  |
|  | Andina      | Andina      | 5           |         | Entre Ríos | Entre Ríos       | 7                |                  |  |
|  |             |             |             |         | Entre Ríos | Entre Ríos       | 7                |                  |  |
|  |             |             | Córdoba     | Córdoba | 17         |                  |                  |                  |  |
|  | Misiones    | Misiones    | Córdoba     | Córdoba | 17         | 3                |                  |                  |  |
|  | Misiones    | Misiones    |             |         |            | 3                |                  |                  |  |
|  | Córdoba     | Córdoba     | 6           |         |            | Final 7.° puesto | Final 7.° puesto | Final 7.° puesto |  |
|  | Córdoba     | Córdoba     | 6           |         |            | Final 7.° puesto | Final 7.° puesto | Final 7.° puesto |  |
|  |             |             |             |         |            |                  |                  |                  |  |
|  |             |             |             |         |            | Andina           | Andina           | 19               |  |
|  |             |             |             |         |            | Andina           | Andina           | 19               |  |
|  |             |             |             |         |            | Misiones         | Misiones         | 15               |  |
|  |             |             |             |         |            | Misiones         | Misiones         | 15               |  |
|  |             |             |             |         |            |                  |                  |                  |  |

Copa de Bronce
|  | Semifinales | Semifinales | Semifinales |     |         | Final Bronce      | Final Bronce      | Final Bronce      |  |
|  |             |             |             |     |         |                   |                   |                   |  |
|  |             |             |             |     |         |                   |                   |                   |  |
|  | Tucumán     | Tucumán     | 18          |     |         |                   |                   |                   |  |
|  | Tucumán     | Tucumán     | 18          |     |         |                   |                   |                   |  |
|  | Cuyo        | Cuyo        | 7           |     |         |                   |                   |                   |  |
|  | Cuyo        | Cuyo        | 7           |     | Tucumán | Tucumán           | 24                |                   |  |
|  |             |             |             |     | Tucumán | Tucumán           | 24                |                   |  |
|  |             |             | Sur         | Sur | 0       |                   |                   |                   |  |
|  | Salta       | Salta       | Sur         | Sur | 0       | 12                |                   |                   |  |
|  | Salta       | Salta       |             |     |         | 12                |                   |                   |  |
|  | Sur         | Sur         | 19          |     |         | Final 11.° puesto | Final 11.° puesto | Final 11.° puesto |  |
|  | Sur         | Sur         | 19          |     |         | Final 11.° puesto | Final 11.° puesto | Final 11.° puesto |  |
|  |             |             |             |     |         |                   |                   |                   |  |
|  |             |             |             |     |         | Cuyo              | Cuyo              | 14                |  |
|  |             |             |             |     |         | Cuyo              | Cuyo              | 14                |  |
|  |             |             |             |     |         | Salta             | Salta             | 14                |  |
|  |             |             |             |     |         | Salta             | Salta             | 14                |  |
|  |             |             |             |     |         |                   |                   |                   |  |

La Unión de Rugby de Salta ganó el partido por el 11.° puesto por tener menos tarjetas amarillas.

## Zona Sur
| Pos. | Equipos       | Partidos | Partidos | Partidos | Tantos | Tantos | Tantos | Pts. |
| Pos. | Equipos       | G        | E        | P        | PF     | PC     | DP     | Pts. |
| ---- | ------------- | -------- | -------- | -------- | ------ | ------ | ------ | ---- |
| 1.°  | Chubut        | 2        | 1        | 0        | 57     | 30     | +27    | 11   |
| 2.°  | Alto Valle    | 1        | 1        | 1        | 61     | 44     | +17    | 8    |
| 3.°  | Austral       | 1        | 0        | 2        | 41     | 41     | +0     | 6    |
| 4.°  | Lagos del Sur | 1        | 0        | 2        | 28     | 72     | -44    | 4    |

|  | Campeon Zona Sur |

| 23 de agosto | Alto Valle | 8 - 14  | Austral | Bigornia Club, Rawson |  |
|              |            | Reporte |         |                       |  |

| 23 de agosto | Chubut | 22 - 0  | Lagos del Sur | Bigornia Club, Rawson |  |
|              |        | Reporte |               |                       |  |

| 23 de agosto | Alto Valle | 28 - 5  | Lagos del Sur | Bigornia Club, Rawson |  |
|              |            | Reporte |               |                       |  |

| 23 de agosto | Chubut | 10 - 5  | Austral | Bigornia Club, Rawson |  |
|              |        | Reporte |         |                       |  |

| 25 de agosto | Austral | 22 - 23 | Lagos del Sur | Bigornia Club, Rawson |  |
|              |         | Reporte |               |                       |  |

| 25 de agosto | Chubut | 25 - 25 | Alto Valle | Bigornia Club, Rawson |  |
|              |        | Reporte |            |                       |  |

## Tabla de posiciones
Tabla de posiciones al finalizar el torneo:
| 1.°  | Buenos Aires  | 4 | 0 | 0 | 141 | 8   | +133 |
| 2.°  | Mar del Plata | 3 | 0 | 1 | 76  | 29  | +47  |
| 3.°  | Oeste         | 3 | 0 | 1 | 147 | 17  | +130 |
| 4.°  | Rosario       | 2 | 0 | 2 | 66  | 76  | -10  |
| 5.°  | Córdoba       | 3 | 0 | 1 | 42  | 25  | +17  |
| 6.°  | Entre Ríos    | 2 | 0 | 2 | 39  | 73  | -34  |
| 7.°  | Andina        | 2 | 0 | 2 | 62  | 63  | -1   |
| 8.°  | Misiones      | 1 | 0 | 3 | 52  | 40  | +12  |
| 9.°  | Tucumán       | 2 | 0 | 2 | 47  | 91  | -44  |
| 10.° | Sur           | 1 | 0 | 3 | 24  | 101 | -77  |
| 11.° | Salta         | 0 | 1 | 3 | 26  | 94  | -68  |
| 12.° | Cuyo          | 0 | 1 | 3 | 28  | 133 | -105 |

| 1.° | Chubut        | 2 | 1 | 0 |  |  | + |
| 2.° | Alto Valle    | 1 | 1 | 1 |  |  | + |
| 3.° | Austral       | 1 | 0 | 2 |  |  | + |
| 4.° | Lagos del Sur | 1 | 0 | 2 |  |  | - |

|                                    |
| Buenos Aires Campeón Tercer título |

| Bandera de la Provincia del Chubut |
| Chubut Campeón Segundo título      |